# Herrenhaus Karow (Plau am See)

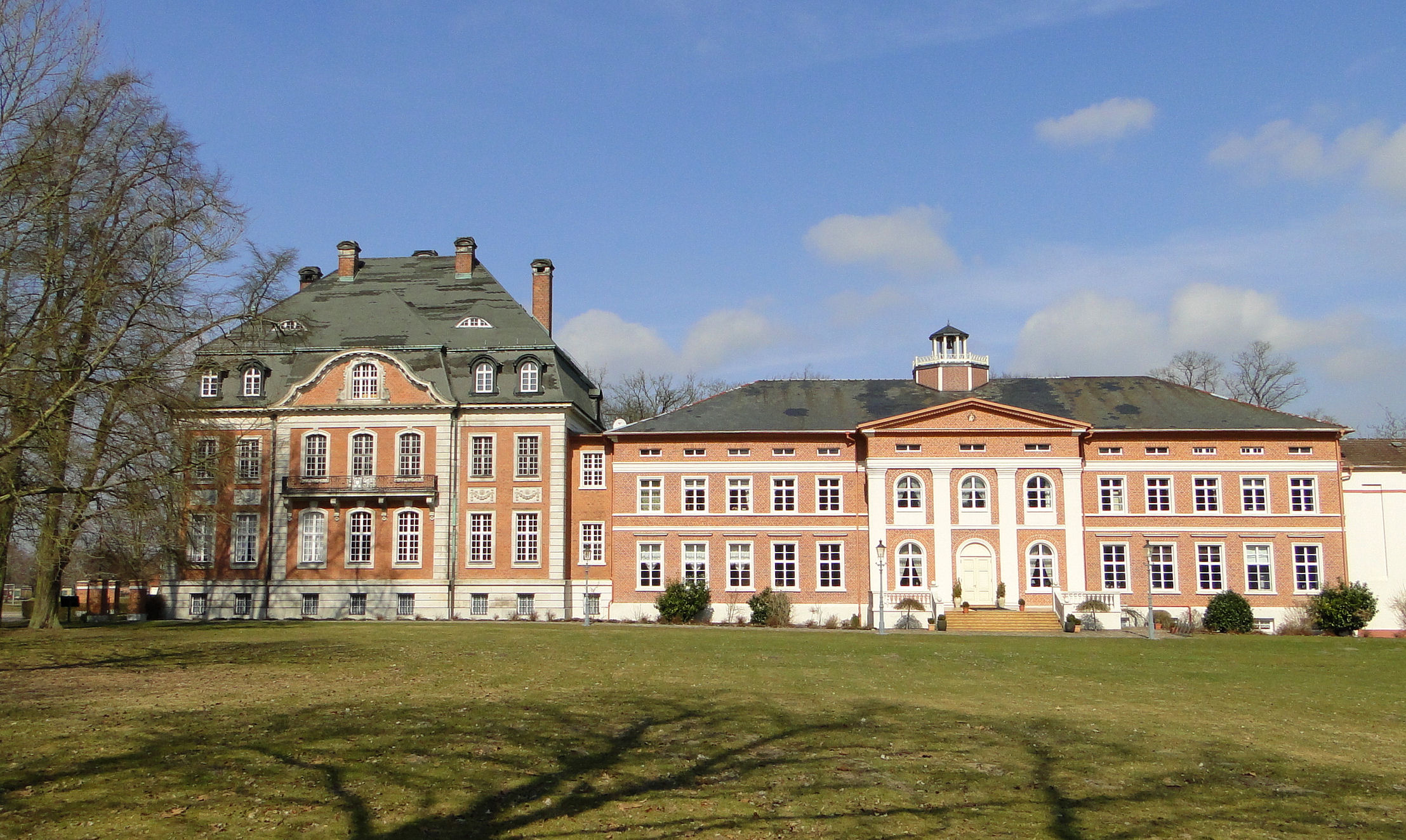
Schloss Karow genanntes Herrenhaus (2011)

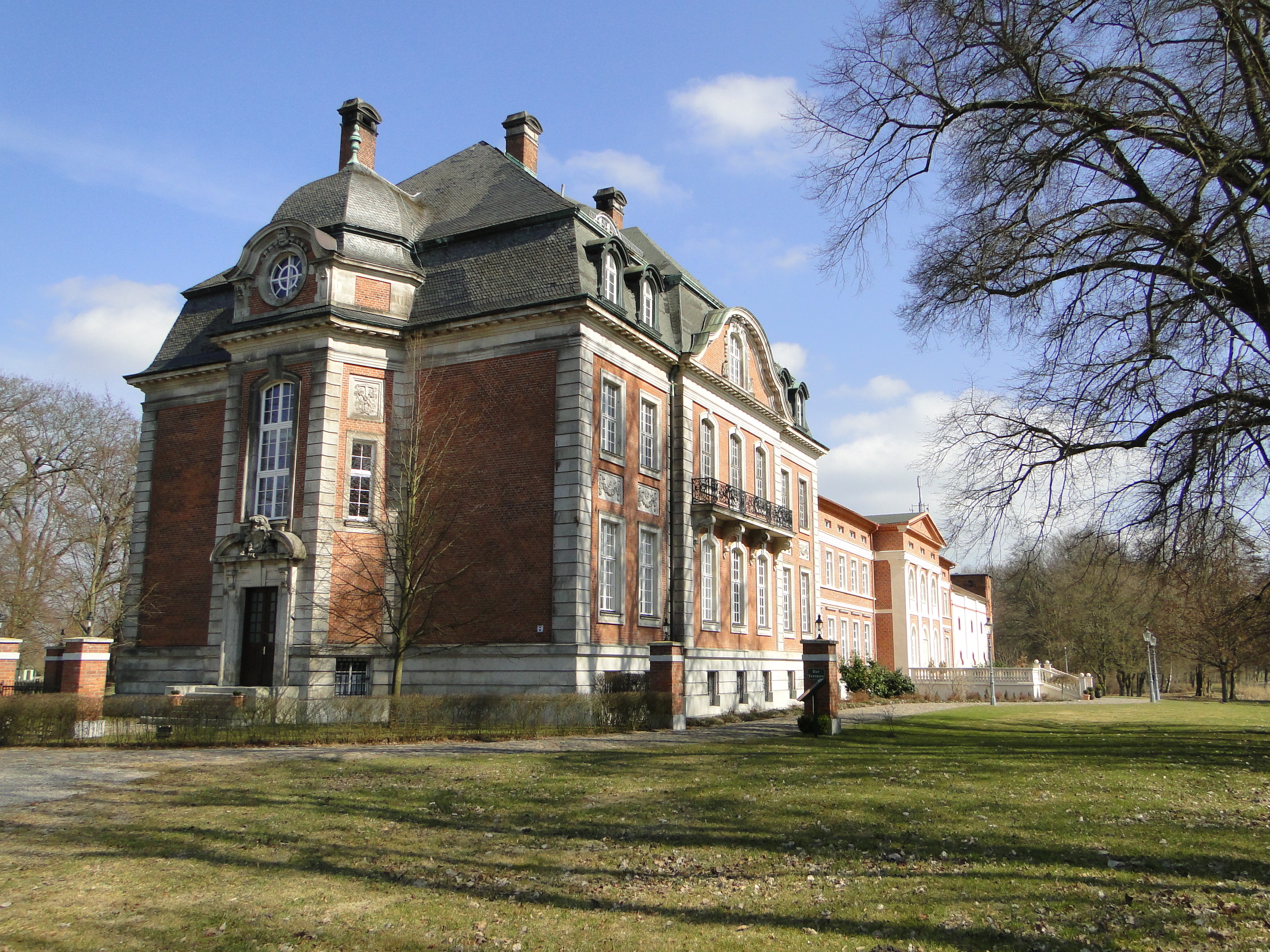
Südwestansicht (2011)

Das Herrenhaus Karow (auch Gutshaus oder Schloss) ist eine Gutsanlage (Rittergut Karow) mit zwei baulich verbundenen Herrenhäusern in Karow in Mecklenburg-Vorpommern direkt an der Bundesstraße 192 zwischen Goldberg und Malchow. Zur Anlage gehört weiterhin der sich anschließende Gutspark und mehrere Nebengebäude.

## Geschichte
Karow (Kara) wurde am 23. April 1254 erstmals in Plau urkundlich erwähnt. Um 1295 soll ein Ritter Huno von Karow auf dem Gut in Karow gesessen haben. Wie lange sie im Gutsdorf waren, ist nicht bekannt. Erst um 1375 ist von Anrechten der Familien von Hahn zu Damerow, Groß und Klein Poserin an Karow zu hören, die das Gut und Dorf Güldene Carow bis 1605 in Besitz hatten.
Karow ist neben Peckatel bei Neustrelitz wohl das einzige Dorf in Mecklenburg, in dem Gutshäuser aus zwei aufeinanderfolgenden Epochen unmittelbar nebeneinander stehen.

### Schloss
Das sogenannte Alte Schloss ist ein breitgelagerter, klassizistischer Putzbau von dreizehn Achsen und zwei Geschossen mit flachem Walmdach. Es wurde nach 1789 unter dem erst 1788 geadelten königlich preußischen Kammerherrn Otto Conrad von Hahn neu gebaut, weil der Vorgängerbau aus der Zeit von 1670–1700 baufällig war. Nach Plänen der Ritterschaftlichen Brandversicherung von 1789 und 1801 ließen die damaligen Besitzer, Franz Ludwig von Reden und sein Schwager Ernst von Lenthe, um 1800 das neue Herrenhaus erbauen. An der Südseite (Parkseite) befindet sich ein hervorgehobener dreiachsiger Mittelrisalit. Die rundbogigen Fenster des Mittelrisalits sind von vier Kolossalpilastern eingefasst, die das flache Giebeldreieck zu tragen scheinen. Im Giebeldreieck befindet sich das Wappen derer von Cleve. Auf der dem Dorf zugewandten Seite des alten Schlosses fehlt ein derart gestalteter Mittelrisalit.
1898 erwarb der Berliner Großkaufmann Johannes Schlutius (1861–1910) das Gut Karow mit einer Größe von 3.132 Hektar. Ihm gehörten auch das Gut Alt Schwerin, Hahnenhorst, Grüner Jäger, Jürgenstorf, Insel Werder im Plauer See und Leisten. Er ließ abseits der Schlossgebäude bis kurz vor dem Ersten Weltkrieg einen neuen großzügigen Gutshof bauen, der heute in Eigentum der Familie Schlutius als eine bedeutende Rinderzuchtanlage betrieben wird.
Neben dem alten Schloss ließ Schlutius von 1906 bis 1907 noch einen Anbau in neobarockem Stil, das sogenannte Neue Schloss errichten. Die Entwürfe lieferte der Berliner Architekt und Hofbaumeister des Kaisers Wilhelm II., Ernst Eberhard von Ihne. Obwohl das neue Schloss nur sieben Achsen Breite aufweist, ist es ein beeindruckender, wuchtiger Bau. Die beiden Geschosse sind deutlich höher als die im alten Schloss. Über dem Souterrain befinden sich zwei recht hohe Geschosse mit einem hohen, mit Schiefer gedecktem Mansarddach. Die Nord- und Südseite haben dreiachsige Mittelrisalite mit Balkonen und geschweiften Giebeln. Über dem Hauptportal im einachsigen Risalit an der Westseite befindet sich das Wappen von Schlutius. Der Eingang zum neuen Schloss liegt auf der dem Gut zugewandten Westseite. Die Fenster sind sowohl im alten als auch im neuen Schloss gesprosst.
Glas spielte in der Geschichte des Gutes Karow auch als Wirtschaftsfaktor eine gewisse Rolle. Zwischen 1735 und 1800 sowie zwischen 1852 und 1861 waren bei Karow Glashütten in Betrieb.

### Besitzerfolge
- 1605–1722 Familie von Hahn
- ? Matthias und Reimar von Linstow
- vor 1720–1788 von Walsleben, Matthias Melchior von Behr
- 1788–1792 Kammerrat Otto von Hahn
- 1792–1812 Geheimrat Franz Ludwig von Reden
- 1812–1898 Amtmann Ludwig Christian Cleve (1764–1816) samt Erben, Ernst Wilhelm Carl von Cleve († 1864)[6]
- 1898–1945 Johannes Schlutius († 1910), Claire Schlutius geb. Flehinghaus und Sohn Haimo Schlutius
- 1999–2010 Familie Hugo Heuer, Roswita Heuer
- seit 2010 Carina Heuer

### Weitere Nutzung
Im Zweiten Weltkrieg wurden in den Gebäuden Rostocker Gymnasiasten und der Reichsarbeitsdienst untergebracht. Gegen Kriegsende war es Lazarett der Besatzungstruppen und Flüchtlingsunterkunft. Die Familie Schlutius nutzte bis 1945 das Herrenhaus Alt Schwerin als Wohnsitz. Im Zuge der Bodenreform 1945 hatte man den Grundbesitz und alle Immobilien der Gutsfamilie Schlutius entschädigungslos enteignet.
Danach wurde das Herrenhaus als Dorfkulturhaus, Schulinternat der Mittelschule und Betriebsberufsschule des VEG Karow mit Lehrlingswohnheim zur Ausbildung von Landwirten genutzt. In den Kellerräumen war die Betriebsküche des Volkseigenen Guts untergebracht.
Ab 1990 wurden beide Häuser vielfältig durch die Gemeinde genutzt und unterhalten. Neben dem Büro des Bürgermeisters und den Versammlungsräumen waren noch ein Umschulungszentrum, ein Jugendfreizeitzentrum, ein Spätaussiedlerwohnheim und eine private Gaststätte untergebracht.
Von 1998 bis heute (Stand Dezember 2014) hat dann die Familie Heuer als neuer Besitzer beide Gebäude aufwändig und denkmalgerecht sanieren und zu einem Schlosshotel umbauen lassen. Das alte Schloss erhielt sogar den in Nachkriegszeiten abgerissenen Dachreiter mit seiner Glocke wieder zurück.
Die Gutsanlage hat Haimo Schlutius 1994 von der Treuhandanstalt zurückkaufen können.

### Ausstattung
Die Innenausstattung des ehemaligen Herrenhauses ging 1945 weitgehend verloren, die jetzige Einrichtung verschiedener Stilepochen stammt aus anderen Objekten.

### Park
Der größte und älteste Teil des von 1845 bis 1870 durch die Familie von Cleve im Stil eines englischen Landschaftsgarten angelegten Park liegt südlich der beiden Schlösser. Die Hauptachsen des Parks wurden damals auf das allein stehende klassizistische Schloss abgestimmt und wurden später im nördlichen Bereich erweitert. Um 1900 hatte man weitere exotische Gehölze, wie Platanen und Sumpfzypressen, gepflanzt und das Parkgelände eingezäunt. In der Nachkriegszeit wurde zur Baumaterialgewinnung der im Südteil des Parks gelegene Teepavillon abgerissen und etliche Bäume als Brennholz gefällt. Heute ist der Park mit seinem artenreichen Baumbestand Gemeindeeigentum und für Besucher gut erschlossen. Neben Linden, Kastanien und Eichen stehen im Park auch Taxusbäume und vor einigen Jahren wurden am Rand der großen Rasenfläche, die sich vor beiden Schlössern erstreckt, zahlreiche Rhododendronbüsche neu gepflanzt.
Vor dem neuen Schloss ist ein Teil des nördlichen Bereiches des Parks zum Reitplatz umgestaltet worden. Des größere Teil des Parks erstreckt sich südlich von den beiden Schlössern.

### Mausoleum
Etwa 1.100 m südöstlich des Herrenhauses befindet sich in einem Waldstück das teilweise zerstörte Mausoleum der Gutsbesitzerfamilie Schlutius. Diese 1912–1916 nach Entwürfen von Wilhelm Wandschneider erbaute Grabstätte wurde in Anlehnung an das Mausoleums des Theoderich in Ravenna errichtet. Es zählt, obwohl Bildhauer Wandschneider den Vertretern des Neoklassizismus zuzurechnen ist, zu den bedeutendsten spätwilhelminischen Grabdenkmälern im Stile des Symbolismus.
Der Rundbau aus Granitporphyr wird geprägt von vier schweren quadratischen Pfeilern und hat seitlich des Eingangs eine männliche und weibliche Steinfigur (das Auflehnen des Mannes und die Hingabe der Frau) und über dem Portal einen Fries von je drei christlich-symbolischen Reliefs (Vater, Sohn, Heiliger Geist, sowie Glaube, Liebe, Hoffnung).
Im Innern waren die Wände überwiegend mit schwarzem Marmor ausgekleidet, die Kuppel mit einem Mosaik-Sternenhimmel mit dem zentralen Christusmonogramm verziert, in der Mitte stand die Tumba in Form eines Sarkophags. 1919 stellte man vor den Eingang noch eine Bronzefigur Kniende Trauernde des Bildhauers Wilhelm Wandschneider auf.
Auf dem mit einer niedrigen Mauer umfassten großen ovalen Vorplatz wurden drei Mitglieder der Familie bestattet.
- Johannes Schlutius, * 22. September 1861 in Magdeburg; † 1. März 1910 in Karow
- (Sohn) Hans Schlutius, * 25. März 1893 in Berlin, † (gefallen) 5. Oktober 1917 bei Halluin
- (Schwiegertochter) Erika Schlutius, geb. von Rauch, * 5. März 1895 in Lüneburg; † 29. März 1939 in München[9]

1945 und danach wurde das Mausoleum mehrfach geplündert und die Gräber geschändet. Es erinnern lediglich drei unbezeichnete Grabhügel. Die Bronzestatue Kniende Trauernde konnte vor der Zerstörung gerettet werden, stand seit 1945 im Schlosspark, später an der Kirche. Nach einer Eingabe von Kunstfreunden fand sie 1988 auf dem Originalsockel vor der neuen Trauerkapelle des Kirchhofs Karow ihren Platz. Sie weist eine größere Zahl von Einschüssen auf. Seit 2016 werden am Mausoleum umfangreiche Bauerhaltungsmaßnahmen durchgeführt. Das Landesamt für Kultur- und Denkmalpflege Mecklenburg-Vorpommern wählte das Mausoleum zum „Denkmal des Monats Juni 2020“.

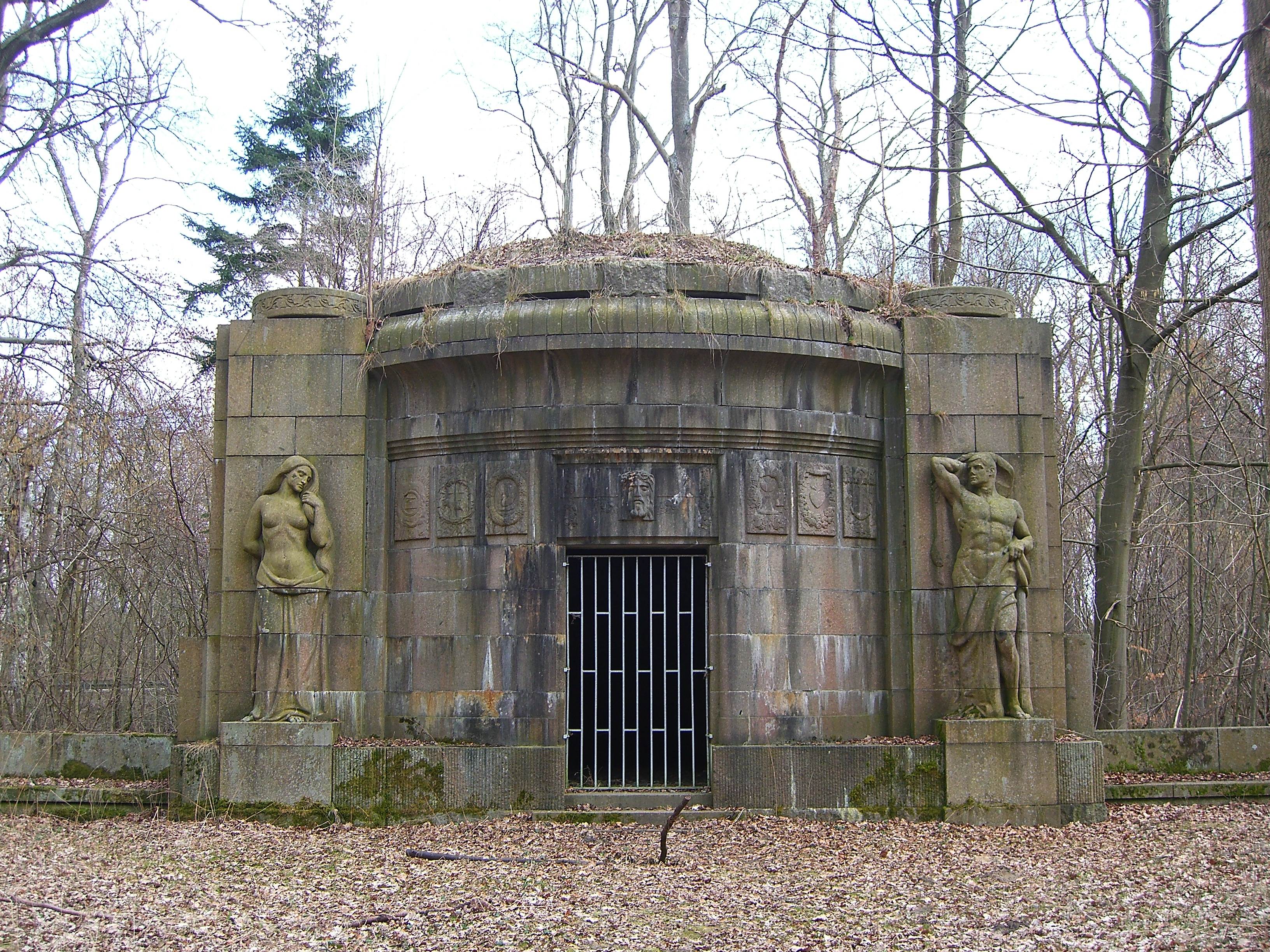
Mausoleum (2011)
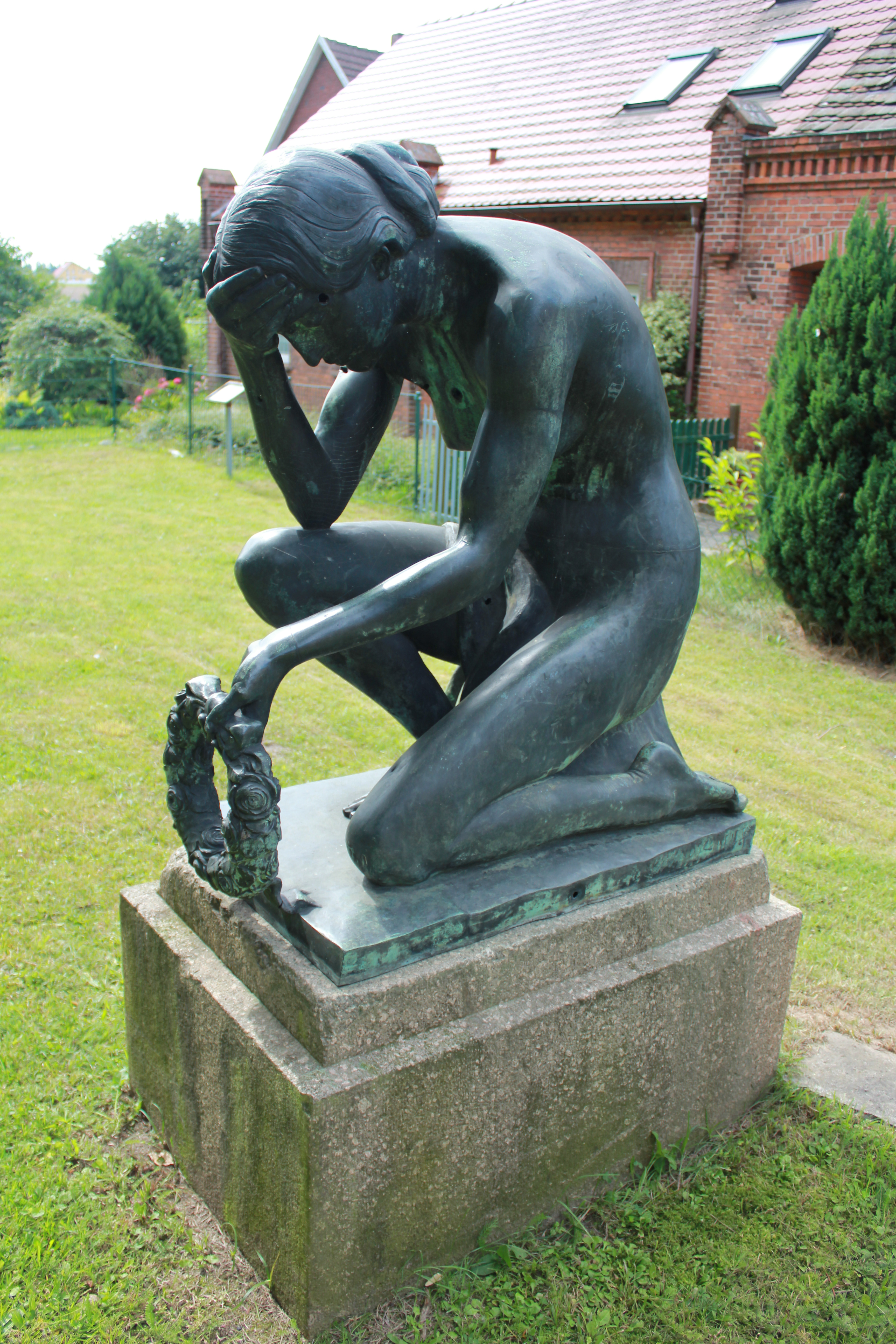
Die Trauernde (2012)
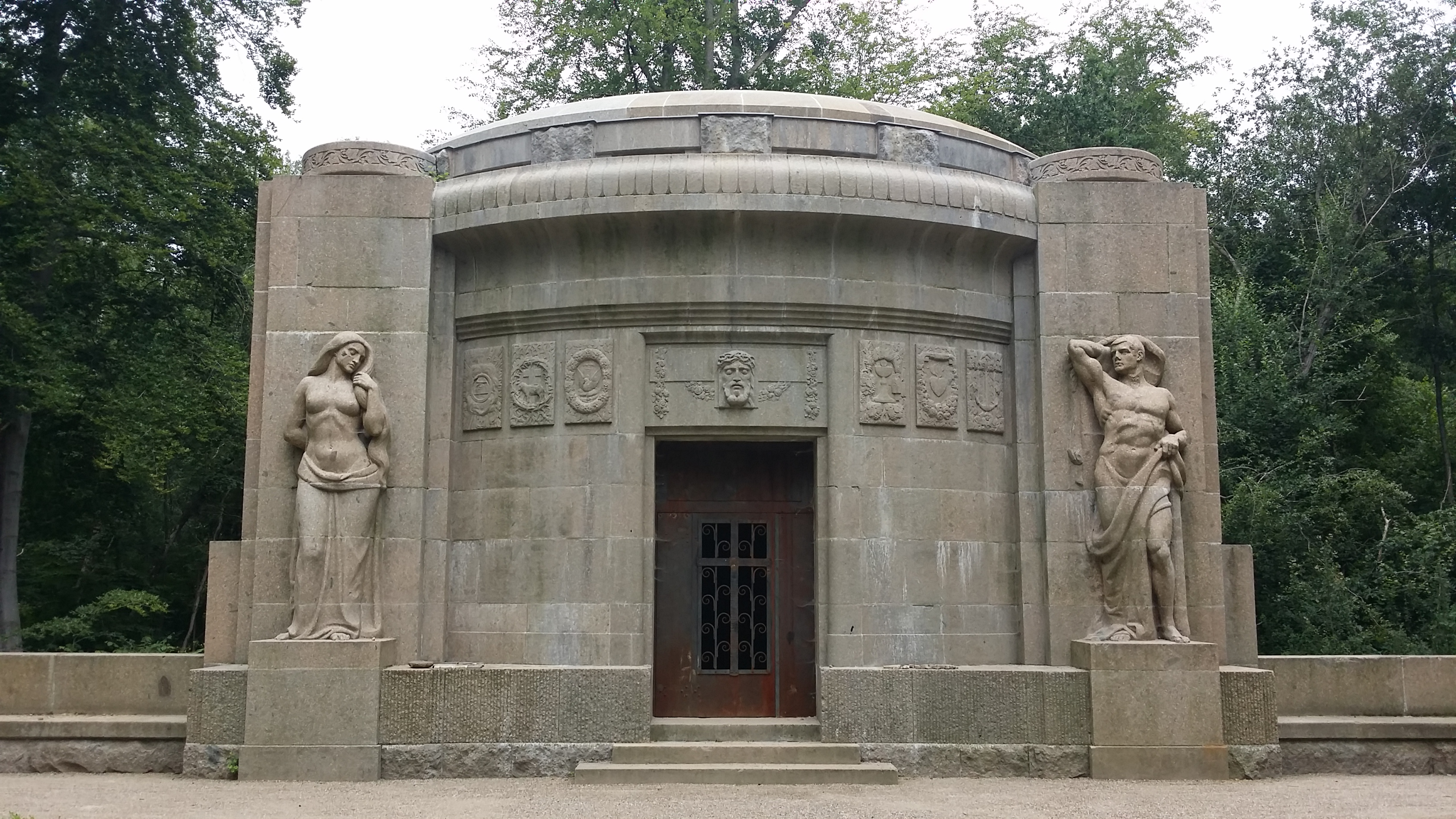
Mausoleum (2020)